# La Chaux-du-Milieu
La Chaux-du-Milieu ist eine politische Gemeinde des Kantons Neuenburg in der Schweiz.

## Geographie
La Chaux-du-Milieu liegt auf 1081 m ü. M., 6 km südwestlich der Bezirkshauptstadt Le Locle (Luftlinie). Das Bauerndorf erstreckt sich im Nordosten des Hochtals Vallée de la Brévine im Neuenburger Jura, am Nordfuss der Antiklinale des Grand Som Martel.
Die Fläche des 17,3 km² grossen Gemeindegebiets umfasst den gesamten östlichen Abschnitt des Vallée de la Brévine, das hier einen 500 bis 1000 m breiten flachen Talboden aufweist. Dieser bildet an verschiedenen Orten Moorgebiete, darunter das Marais Rouge. Ganz im Osten reicht der Gemeindeboden auf die Höhen von Petit Calirou (1155 m ü. M.) und Grand Som Martel, auf dem mit 1300 m ü. M. der höchste Punkt von La Chaux-du-Milieu erreicht wird. Im Süden erstreckt sich das Gebiet auf die Antiklinale, welche das Vallée de la Brévine vom Vallée des Ponts trennt (im Haut des Joux 1275 m ü. M.). Der Höhenzug ist teils bewaldet, teils wird er von ausgedehnten Jurahochweiden mit den typischen mächtigen Fichten eingenommen, die entweder einzeln oder in Gruppen stehen. Von der Gemeindefläche entfielen 1997 3 % auf Siedlungen, 49 % auf Wald und Gehölze und 48 % auf Landwirtschaft.
Zu La Chaux-du-Milieu gehören von West nach Ost leicht erhöht am Südrand des Vallée de la Brévine die Weiler Le Cachot de Vent (1074 m ü. M.), Le Cachot (1073 m ü. M.), Le Cachot de Bise (1070 m ü. M.), der Zentralort La Chaux-du-Milieu, La Forge (1069 m ü. M.), La Clef d’Or (1069 m ü. M.) und Le Quartier (1089 m ü. M.), das am Westfuss des Grand Som Martel liegt. Weit verstreut im Hochtal und über die Jurahöhen befinden sich zahlreiche Einzelhöfe. Nachbargemeinden von La Chaux-du-Milieu sind La Brévine, Les Ponts-de-Martel, Le Locle und Le Cerneux-Péquignot.

## Bevölkerung
Mit 496 Einwohnern (Stand 31. Dezember 2023) gehört La Chaux-du-Milieu zu den kleinen Gemeinden des Kantons Neuenburg. Von den Bewohnern sind 97,7 % französischsprachig, 1,0 % deutschsprachig, und 0,5 % sprechen Serbokroatisch (Stand 2000). Die Bevölkerungszahl von La Chaux-du-Milieu nahm bis 1860 auf 954 Einwohner zu, danach wurde eine starke Abwanderung registriert (1970 nur noch 336 Einwohner). Seither ist wieder eine leichte Zunahme zu verzeichnen, nachdem die Gemeinde neue Bauzonen geschaffen hatte.

## Politik
Die Stimmenanteile der Parteien anlässlich der Nationalratswahl 2023 betrugen: SVP 29,0 % (+13,8 %), FDP 23,2 % (+3,3 %), PoP 13,5 % (−8,2 %), GPS 10,2 % (−7,4 %), Mitte 9,3 % (+2,3 %), SP 9,1 % (−0,8 %), glp 4,1 % (−4,5 %), EDU 1,1 % (+1,1 %).

## Wirtschaft
La Chaux-du-Milieu ist bis heute ein hauptsächlich durch die Landwirtschaft geprägtes Dorf, wobei Viehzucht und Milchwirtschaft überwiegen. Daneben haben auch die Käseherstellung und die Forstwirtschaft eine gewisse Bedeutung. Seit dem 18. Jahrhundert wurde im Marais Rouge Torf gestochen; 1991 wurde der Torfabbau eingestellt. Gegen Ende des 19. Jahrhunderts erlebte La Chaux-du-Milieu einen wirtschaftlichen Aufschwung, als zwei Uhrenfabriken zahlreiche Arbeitsplätze anboten und die vorher weit verbreitete, in Heimarbeit verrichtete Spinnerei und Spitzenklöppelei ablösten.

## Verkehr
Die Gemeinde liegt abseits der grösseren Durchgangsstrassen an einer Kantonsstrasse von La Brévine nach Le Locle. La Chaux-du-Milieu wird durch die Postautolinien Neuenburg – Les Ponts-de-Martel – Le Locle und Le Locle – La Brévine an das Netz des öffentlichen Verkehrs angeschlossen.

## Geschichte
Die erste schriftliche Erwähnung des Ortes erfolgte 1310 unter dem Namen calvum de Escoblon, abgeleitet vom lateinischen Wort calvus (kahl). Spätere Bezeichnungen für die Ortschaft waren La Chaux de Cachot und Chaux Baussan. Im frühen 14. Jahrhundert liehen die Grafen von Neuenburg Land in La Chaux-du-Milieu an die Einwohner von Morteau in Frankreich, die in der Folgezeit das Gebiet urbar machten. Im 16. Jahrhundert wanderten auch Siedler aus Le Locle ein.
Das Gebiet von La Chaux-du-Milieu stand seit der ersten Nennung unter der Oberhoheit der Grafschaft Neuenburg. Seit 1648 war Neuenburg Fürstentum und ab 1707 durch Personalunion mit dem Königreich Preussen verbunden. 1806 wurde das Gebiet an Napoleon I. abgetreten und kam 1815 im Zuge des Wiener Kongresses an die Schweizerische Eidgenossenschaft, wobei die Könige von Preussen bis zum Neuenburgerhandel 1857 auch Fürsten von Neuenburg blieben. Seit 1825 bildet La Chaux-du-Milieu eine eigene politische Gemeinde.

## Sehenswürdigkeiten
Die Kirche von La Chaux-du-Milieu wurde 1716 eingeweiht. Seit diesem Zeitpunkt bildet das Dorf, das vorher zur Pfarrei Le Locle gehörte, eine eigene Pfarrei. Im Dorf sowie in den Weilern sind zahlreiche charakteristische Bauernhäuser des Hochjuras aus dem 17. bis 19. Jahrhundert erhalten.

## Persönlichkeiten
- Alphonse Jeannet (1883–1962), Geologe und Paläontologe
- Daniel Sandoz (* 1961), Skilangläufer